# Guglielmo Ferrero
Guglielmo Ferrero (Portici, 21 luglio 1871 – Mont-Pèlerin, 3 agosto 1942) è stato un sociologo, storico e scrittore italiano.

## Biografia

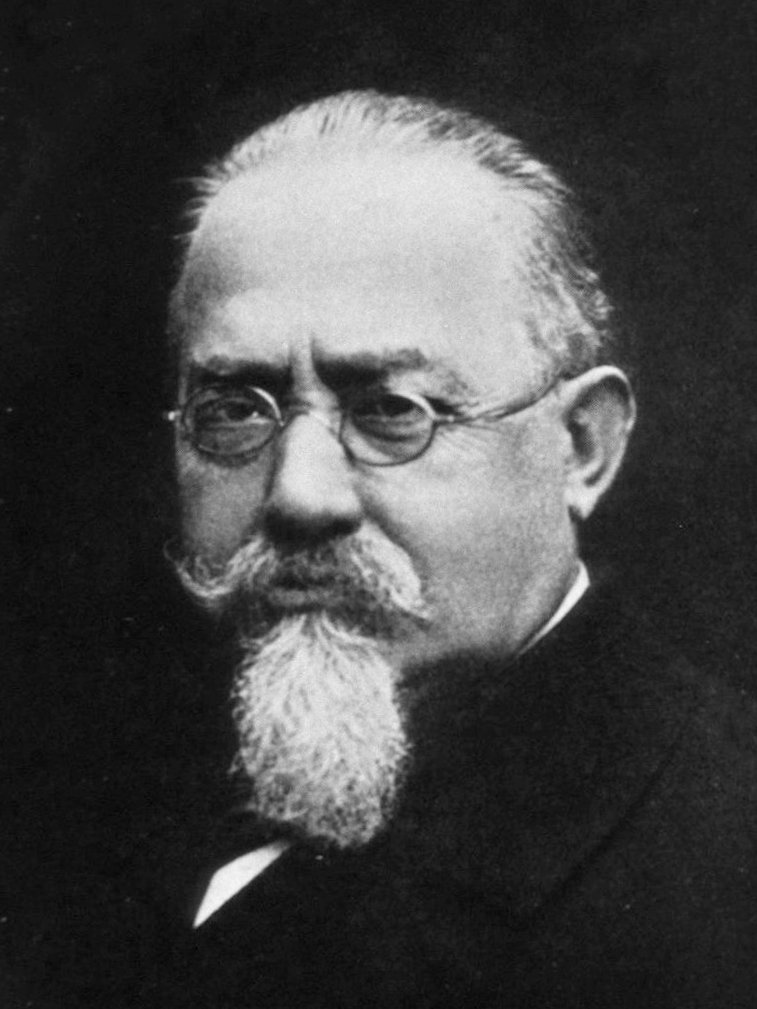
Cesare Lombroso

Nato a Portici, presso Napoli, dalla famiglia di origine piemontese di Vincenzo Ferrero, ingegnere delle Ferrovie, e di Candida Ceppi, studiò giurisprudenza dapprima all'Università di Pisa e poi - trasferitosi nel 1889 a Torino, dove conobbe e frequentò Cesare Lombroso, di cui sposerà poi la figlia Gina - all'Università del capoluogo piemontese, dove fece esperienza politica nel campo del radicalismo repubblicano e si laureò nel 1891 con la tesi I simboli. In rapporto alla storia e filosofia del diritto, alla psicologia e alla sociologia, pubblicata in volume nel 1893. Questo stesso anno conseguiva anche la laurea in lettere all'Università di Bologna.
L'influsso del Lombroso, del quale condivideva l'approccio positivistico alle scienze, comportò un suo cauto avvicinamento al socialismo - del quale comunque non fu mai seguace - alla collaborazione alla « Critica sociale » di Filippo Turati e a studi di sociologia e di antropologia criminale: nel 1893 pubblicava La donna delinquente, scritto con il Lombroso, nel 1894 il Mondo criminale italiano, scritto con Augusto Guido Bianchi e Scipio Sighele, e con quest'ultimo, nel 1896, le Cronache criminali italiane.

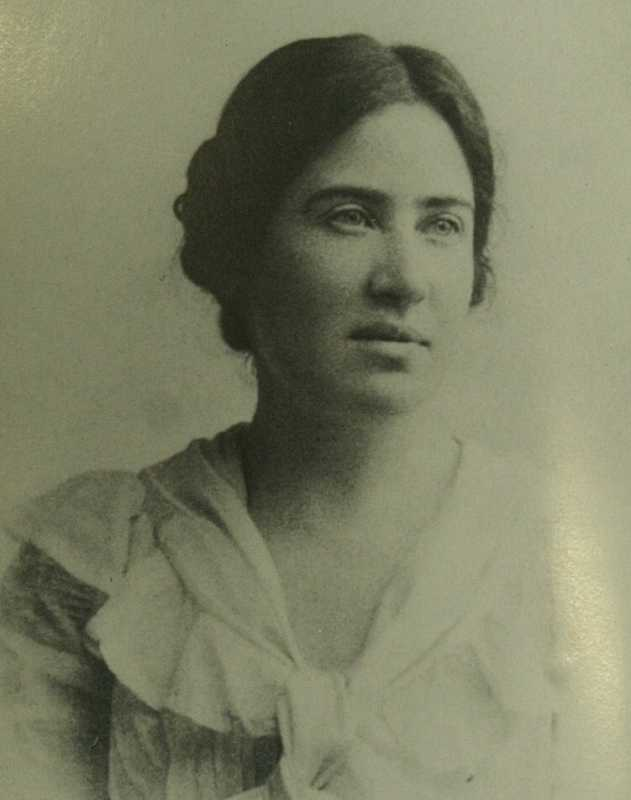
Gina Lombroso

Alla fine del 1893 Ferrero era intanto partito per Londra, soggiornandovi alcuni mesi ed entrando in contatto con esponenti del Partito Laburista. Tornato a Torino nel 1894, fu coinvolto nella repressione del movimento socialista ordinata dal governo di Francesco Crispi e rinviato a processo per «attività sovversiva» il 14 novembre insieme con Oddino Morgari, Claudio Treves e altri. Solo nell'estate del 1895 si ebbe la sentenza, che gli imponeva il soggiorno obbligato di due mesi ad Oulx. 
Il giudizio di Ferrero su Crispi fu durissimo e fu ribadito in tutta la sua vita: «inimicò l'Italia e la Francia, rovinò l'antica economia del regno liberale, a base agricola, precipitandola nelle avventure del protezionismo industriale: lanciò l'Italia nella grande politica degli armamenti a oltranza, degli allarmi continui, delle rivendicazioni generalizzate». Crispi cercò di « mantenersi al potere sfruttando la paura della rivoluzione e il prestigio delle conquiste, l'una e l'altra immaginarie. Col pretesto di piccole sommosse scoppiate in Sicilia e nell'Italia centrale [...] proclamò che la rivoluzione sociale era imminente e in gran fretta montò una macchina di repressione sul ben noto modello: legge marziale, bavaglio alla stampa, dispersione e persecuzione dei socialisti, attentati più o meno autentici, regime poliziesco, deportazione amministrativa ».
Nel frattempo, Ferrero e Treves avevano avuto il permesso di partire per l'Europa settentrionale, visitando Berlino, dove conobbero il dirigente socialista Adolf Braun, la moglie del quale, Bertha, sarà la traduttrice in tedesco e in inglese delle opere del Ferrero. Passarono poi in Svezia e in Russia, dove conobbero lo scrittore Lev Tolstoj. Risultato di queste esperienze, giudiziarie e di viaggio, furono l'opuscolo anti-crispino Il fenomeno Crispi e la reazione, del 1895, e L'Europa giovane. Studi e viaggi nei paesi del Nord, pubblicato nel 1897.

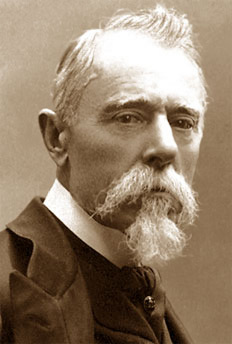
Ernesto Teodoro Moneta

Del resto, Ferrero denunciava il malessere generale della politica italiana: il trasformismo dei parlamentari e l'indifferenza della popolazione. Nel 1897, in un clima reso aspro dal fallimento dell'impresa coloniale di Abissinia e dai pericoli di involuzione autoritaria, Ferrero, convinto che occorresse «modernizzare il paese, industrializzarlo, organizzarlo, democratizzarlo, risvegliare nelle classi medie e popolari lo spirito civico [...] dargli un regime parlamentare serio, in cui partiti ben organizzati si disputassero il potere», divenne collaboratore del quotidiano «Il Secolo» di Milano, diretto dall'amico Ernesto Teodoro Moneta, organo di grande tiratura del pur piccolo Partito Radicale Italiano.
Sia ne L'Europa giovane che in un ciclo di conferenze tenute nel 1898, Ferrero pose le basi del progetto di una storia di Roma antica, che sarebbe diventato la Grandezza e decadenza di Roma, il magnus opus dell'autore. L'opera fu premiata dall'Académie Française con il «prix Langlois».
Nel 1901 sposò con rito civile, dopo un lungo e travagliato fidanzamento, Gina Lombroso, la figlia di Cesare.
Nel 1906, a Ginevra, Ferrero tenne conferenze e al Collège de France di Parigi un corso di lezioni sulla storia di Roma. Nella capitale francese conobbe Emilio Mitre, il proprietario del popolare quotidiano argentino « La Nación », al quale egli collaborava, che invitò i coniugi Ferrero e il figlio Leo (1903-1933) a Buenos Aires. Qui stettero nell'estate del 1907 e passarono poi a Rio de Janeiro, invitati dal governo brasiliano.

La famiglia Ferrero nel 1921

Tornato a Torino in novembre, ricevette l'invito del presidente statunitense Theodore Roosevelt. Nel 1908 tenne così lezioni e conferenze negli Stati Uniti, riassunte nei due libri Characters and Events of Roman History, del 1909, e Ancient Rome and Modern America del 1914. Ai tanti successi e riconoscimenti tributatigli all'estero, che favorirono anche l'immagine della cultura italiana all'estero, corrispose il progetto del governo italiano di assegnargli nel 1910 una cattedra di nuova istituzione, quella di filosofia della storia presso l'Università di Roma. Invece, in patria Ferrero fu vittima dell'ostracismo totale degli accademici italiani, di Benedetto Croce e di molti letterati: tutte le maggiori autorità della scienza storica italiana, per ostilità al Ferrero, insorsero contro la proposta che fu dibattuta prima alla Camera; poi in Senato, dove si distinsero come detrattori astiosi del Ferrero sia Croce che Domenico Comparetti, fu infine respinta. A tale accanimento, tutto esclusivamente italiano, che gli precluse l'insegnamento accademico in Italia, va contrapposto il generale apprezzamento all'estero: basti pensare che Ferrero fu candidato per 18 volte al Premio Nobel per la Letteratura, tra il 1923 e il 1933.
Nel 1913 uscì il nuovo libro Fra i due mondi, nel quale Ferrero teorizzava l'esistenza di due storiche civiltà tra loro contrastanti, la civiltà europea erede del mondo classico e ormai al tramonto, che egli definiva qualitativa, e all'opposto, la moderna civiltà industriale, o quantitativa, realizzata e trionfante nel Nuovo mondo. Nel 1915 si dichiarò favorevole all'intervento in guerra ma si avvide presto di aver commesso un errore.
Nel 1916 Ferrero e la famiglia - nel 1909 era nata la figlia Nina (1909-1987) - si trasferirono a Firenze, inquilini della casa di viale Machiavelli del musicista Alberto Franchetti. Qui vi diresse la « Rivista delle nazioni latine » e « France-Italie ». Divenuto più conservatore in politica, ne La tragedia della pace guardò con timore ai mutati equilibri che la fine della guerra e la scomparsa dei tre grandi imperi aveva prodotto in Europa, e disapprovò le umilianti condizioni imposte alla Germania dal Trattato di Versailles.

### L'antifascismo

Benedetto Croce

Del fascismo fu risoluto avversario. Aderì all'Associazione proporzionalistica contro le riforme costituzionali e della legge elettorale, e all'Associazione per il controllo democratico, entrambe volute da Turati. Sostenne l'Unione nazionale di Giovanni Amendola, contribuì alla stesura di Giacomo Matteotti nel I anniversario del suo martirio e firmò il Manifesto degli intellettuali antifascisti di Benedetto Croce.
Minacciato di confino e sottoposto a stretta vigilanza della polizia, gli fu tolto il passaporto. Sfrattata dalla casa fiorentina, la famiglia Ferrero si ritirò nella villa dell'Ulivello, in Strada in Chianti, acquistata nel 1917. Finita la collaborazione con « Il Secolo », trasformato in un quotidiano filofascista, nel suo forzato isolamento Ferrero continuò a collaborare con la stampa estera, come il quotidiano « La Dépêche de Toulouse », la rivista « L'Illustration » e l'inglese « Illustrated London News », e iniziò a scrivere romanzi, ambientati nell'Italia umbertina e nel Corno d'Africa delle imprese coloniali, della serie La terza Roma: il primo di essi, Le due verità, fu pubblicato nel 1926, La rivolta del figlio nel 1927, Sudore e sangue nel 1930.
Gli amici stranieri si adoperarono per far espatriare i Ferrero: i due figli Leo e Nina lasciarono l'Italia per Parigi nel 1928 e i due coniugi per Ginevra nel febbraio del 1930, grazie all'intervento personale del re del Belgio - che era appena divenuto suocero del principe Umberto di Savoia - presso Mussolini. L'Università e l'Institut universitaire de hautes études internationales di Ginevra affidarono a Ferrero la cattedra di Storia Contemporanea. Grande fu il successo dei suoi corsi, ai quali assisteva, insieme con gli studenti, un folto pubblico attratto dalla fama del professore italiano.
Nel 1931, con alcuni intellettuali antifascisti, fra cui Mario Carrara e Gina Lombroso, rivolse una petizione alla Commissione internazionale di cooperazione intellettuale e all'ente ad essa associato, l'Istituto internazionale per la cooperazione intellettuale (entrambi operanti nell'ambito della Società delle Nazioni) a proposito del decreto che imponeva il giuramento di fedeltà al fascismo, petizione che domandava all'Istituto per la cooperazione intellettuale «di studiare con quali mezzi si possono aiutare gli uomini di scienza italiani nella difesa della loro libertà intellettuale». Pubblicata sulla stampa internazionale, in pochi mesi la petizione raccolse quasi 1.300 adesioni.
Il figlio Leo, giovane scrittore, morì in un incidente stradale nel Nuovo Messico nel 1933 e le sue spoglie furono traslate a Ginevra. Il padre curò la pubblicazione degli scritti del figlio, pubblicò nel 1936 a Lugano il proprio romanzo Liberazione, l'ultimo della serie La terza Roma e vietato in Italia, e si dedicò ai suoi studi storici, ora dedicati al tema della legittimità del potere politico. Ne sono frutto l'Aventure. Bonaparte en Italie, del 1936, la Reconstruction. Talleyrand à Vienne, del 1940, e infine Pouvoir, pubblicato a New York nel 1942, pochi mesi prima della morte, che lo colse improvvisamente nella sua residenza presso Vevey. Fu sepolto accanto al figlio nel Cimetière des Rois di Plainpalais, a Ginevra, dove due anni dopo lo raggiunsero le spoglie della moglie Gina.
La figlia Nina sposò il diplomatico e giornalista croato Bogdan Raditsa, autore dei Colloqui con Guglielmo Ferrero, pubblicati a Lugano nel 1939. Nina Ferrero visse in Italia e negli Stati Uniti, insegnando francese e inglese alla Fairleigh Dickinson University di Madison, nel New Jersey, e fu membro della International League for Human Rights di New York. Morì il 4 settembre 1987 nella villa paterna di Strada in Chianti.

## Opere

### L'Europa giovane
Ne L'Europa giovane Ferrero, secondo un'ottica politica radicale-democratica e una sociologia di ascendenza spenceriana, rilevava come nei paesi latini come l'Italia la società fosse « governata da classi che non rappresentano il lavoro produttivo » ed esprimesse un governo « ladrone e mecenate a un tempo, spogliatore ed elemosiniere », predominando uno Stato autoritario e cesarista, che si presentava alle plebi agricole essenzialmente nella forma del «gendarme e del pubblicano», mentre nelle società del Nord-Europa, dove era in pieno sviluppo il moderno capitalismo industriale, nemico delle aristocrazie, «tutti gli uomini, anche i più umili, sono collaboratori dell'universo lavoro comune e quindi elementi necessari del tutto», perché prevale una «giustizia proficua e viva nei rapporti fra gli uomini».

### Grandezza e decadenza di Roma
Ferrero credette che il militarismo fosse una pratica politica volta al tramonto presso le nazioni moderne ed evolute, proprio quando la Repubblica americana sottraeva le ultime colonie alla decadente Spagna, l'Inghilterra era impegnata nel conflitto boero e l'Europa tutta, con la Francia e la Germania di Guglielmo II in testa, si preparava a un grande e decisivo conflitto. In ogni caso, egli già pensava a individuare nella storia passata i segni dai quali « si possa riconoscere se un popolo ascende o decade », cercando di trarre una legge generale sullo sviluppo e la decadenza dei popoli. Di qui il progetto di una storia di Roma antica, la Grandezza e decadenza di Roma, che per altro a suo dire divenne, nella sua elaborazione, opera di compiuta storiografia: « la storia di Roma, di mezzo e strumento ad una ricerca filosofica, divenne opera d'arte e fine a sé stessa »..
I cinque volumi dell'opera furono pubblicati dal 1901 - anno del suo matrimonio con Gina (1872-1944), la figlia dell'antropologo Cesare - al 1907, e sono incentrati sulla crisi della Repubblica romana che portò al potere Giulio Cesare e poi l'imperatore Augusto. La fluidità della narrazione assicurò all'opera un clamoroso successo di pubblico, anche all'estero, dove fu presto tradotta e ammirata, ma fu stroncata dagli accademici italiani. Lontano sia dagli impianti storici che privilegiavano le vicende politico-militari sia dalla storiografia critica e filologica, e attento piuttosto alle vicende delle classi in lotta, egli costruì una storia sociale e prese a modello il Mommsen, rovesciando però le conclusioni della Römische Geschichte.
In Ferrero, Cesare non è più il perfetto statista disegnato da Mommsen, anzi: « Cesare non fu un grande uomo di stato, ma il più gran demagogo della storia. Egli personificò tutte le forze rivoluzionarie, splendide e orrende, dell'era mercantile in lotta con le tradizioni della vecchia società agricola [...] Allorché egli s'illuse di poter sovrapporre la volontà sua e il suo pensiero a tutte le correnti intellettuali e sociali del tempo, dominandole, egli scontentò tutti e fu travolto ». Al contrario del mediocre e opportunista Augusto dello storico tedesco, la ricerca di Ferrero ha « conchiuso in modo diverso dalla tradizione soprattutto in due punti molto importanti. Io considero come una leggenda, che non ha fondamento alcuno nei documenti, l'affermazione tante volte ripetuta che Augusto fu l'esecutore dei disegni di Cesare [...] le condizioni dell'Italia e dell'Impero mutarono talmente, che Augusto ebbe un compito del tutto diverso da quello che spettò a Cesare. Un altro grande errore, che ha travisata tutta la storia della prima parte dell'Impero, giudico poi l'altra idea, comunemente accettata, che Augusto sia il fondatore della monarchia a Roma. Egli fu invece l'autore dì una restaurazione repubblicana, vera e non formale ».

### Pouvoir. I geni invisibili della città
Pouvoir (pubblicato per la prima volta nel 1942 a New York dalla casa editrice Bertano) parte dal presupposto secondo cui "il potere nasce per contrastare la paura, ma a sua volta sa di generarla
chiedendo il rispetto di regole; questo circolo vizioso
può essere interrotto solo se il potere viene esercitato secondo
regole condivise, e conseguentemente riconosciuto come legittimo
da parte dei sottoposti. È il consenso l’unico elemento che può
garantire un costruttivo connubio tra governati e governanti.
(...) Le regole che determinano la legittimità del potere vengono
definite da Ferrero i Geni invisibili della Città: fattori che garantiscono
l’unità culturale del gruppo associato, che consentono
l’esercizio del comando e impediscono l’insorgere dell’anarchia
distruttrice".
Scrive Ferrero: “I principi di legittimità sono giustificazioni del
potere, cioè del diritto di comandare; perché fra tutte le ineguaglianze
umane nessuna ha conseguenze tanto importanti,
e perciò tanto bisogno di giustificarsi, come l’ineguaglianza
derivante dal potere. Salvo qualche rara eccezione un uomo
vale l’altro”. Ed ancora: “Il governo può raggiungere la
propria perfezione, la legittimità, soltanto mediante una specie
di contratto sottinteso. I principi di legittimità non sono altro
che le differenti formule di questo contratto sottinteso”.
Partendo da una prospettiva elitaria, Guglielmo Ferrero evidenzia in quest'opera come il controllo del potere risieda spesso nelle mani di una minoranza, un'élite, che lo esercita su una maggioranza spesso disorganizzata. Tuttavia, come per una sorta di contrappasso, queste élite devono costantemente confrontarsi con i mutevoli principi di legittimità e consenso, adattandosi all'orientamento spirituale e sociale dominante in un'epoca specifica. Secondo Ferrero quindi, il potere non è mai esente da vincoli; diventa legittimo e si libera dalla paura di venire abbattuto e disperso solo attraverso il consenso, sia esso attivo o passivo, ma sincero, da parte di coloro che sono chiamati ad obbedire.
Ferrero sviluppa in potere un’idea ciclica delle vicende che caratterizzano una civiltà: come gli individui invecchiano o le specie degenerano, così gli Stati e le civiltà decadono. L’alternanza di alba e declino di un potere è quindi regolarmente ciclica, perché si tratta sempre di fasi transitorie, e sospesa nel tempo. Ogni alba annuncia un tramonto e ogni tramonto annuncia un’alba, e solo così il ciclo assume un senso compiuto. Prendendo probabilmente ispirazione dalle Considerazioni di Montesquieu e andando alla ricerca delle “regolarità” della storia come Hippolite Taine, Ferrero rispolvera classici come Tucidide, Tacito e Polibio, dai quali egli trae ispirazione per la teoria ciclica del mutamento dei sistemi politici che, toccato il momento di massimo splendore, declinano progressivamente e, infine, periscono, non già per effetto del conflitto sociale, bensì per l’incapacità del sistema politico di adattarsi alle nuove circostanze e di governare il mutamento in atto.

### Prima edizione delle opere
- I simboli. In rapporto alla storia e filosofia del diritto, alla psicologia e alla sociologia, Torino, Fratelli Bocca, 1893
- La donna delinquente, la prostituta e la donna normale, con Cesare Lombroso, Torino-Roma, Roux e C., 1893
- Mondo criminale italiano, con Augusto Guido Bianchi e Scipio Sighele, Milano, Omodei Zorini, 1894
- Il fenomeno Crispi e la reazione, Torino, Camillo Olivetti, 1895
- Cronache criminali italiane, con Scipio Sighele, Milano, Fratelli Treves, 1896
- L'Europa giovane. Studi e viaggi nei paesi del Nord, Milano, Fratelli Treves, 1897 - Prefazione di Mario Borsa, Garzanti, Milano, 1946.
- Il militarismo. Dieci conferenze, Milano, Fratelli Treves, 1898
- Le grandi ingiustizie della giustizia. La costituzione di parte civile nel processo Murri, Milano, Renzo Streglio, 1900
- Grandezza e Decadenza di Roma, 5 voll. (vol. I. La conquista dell'Impero, vol. II. Giulio Cesare, vol. III. Da Cesare ad Augusto, vol. IV. La Repubblica di Augusto, vol. V. Augusto e il Grande Impero), Milano, Fratelli Treves, 1901-1907 (trad. francese: Grandeur et décadence de Rome, 6 voll., Paris, Plon, 1902-1908) - 5 voll., Garzanti, Milano, 1946.
- Giulio Cesare, Milano, Fratelli Treves, 1902
- La monarchia italiana e la situazione presente, Roma, Divenire sociale, 1905
- Characters and Events of Roman History from Caesar to Nero, New York, G. P. Putnam's Sons, 1909
- Roma nella cultura moderna, Milano, Fratelli Treves, 1910
- In memoria di Cesare Lombroso, Milano, Fratelli Treves, 1910
- Fra i due mondi, Milano, Fratelli Treves, 1913
- Ancient Rome and Modern America. A Comparative Study of Morals and Manners, New York, G. P. Putnam's Sons, 1914
- La guerra europea. Studi e discorsi, Milano, Ravà e C., 1915
- Le origini della guerra presente, Milano, Ravà e C., 1915
- Le génie latin et le monde moderne, Paris, Bernard Grasset, 1917
- La vecchia Europa e la nuova. Saggi e discorsi, Milano, Fratelli Treves, 1918
- Memorie e confessioni di un sovrano deposto, Milano, Fratelli Treves, 1920
- Roma antica, con Corrado Barbagallo, 3 voll. (I: La preparazione e il trionfo; II: L'apogeo; III: Ultimi splendori, decadenza e rovina) Firenze, Le Monnier, 1921-1922
- La tragedia della pace. Da Versailles alla Ruhr, Milano, Athena, 1923
- La torre di Babele, Torino-Genova, Problemi moderni, 1923
- Da Fiume a Roma. Storia di quattro anni, Milano, Athena, 1923
- La palingenesi di Roma. Da Livio a Machiavelli, con Leo Ferrero, Milano, Corbaccio, 1924
- Le donne dei Cesari, Milano, Athena, 1925
- La democrazia in Italia. Studi e precisioni, Milano, Edizioni della Rassegna internazionale, 1925
- Discorsi ai sordi, Milano, Corbaccio, 1925
- La rovina della città antica, trad. di Leo Ferrero, Milano, Athena, 1926
- Entre le passé et l'avenir, Paris, Editions du Sagittaire, 1926
- La terza Roma. Le due verità, Milano, Mondadori, 1926
- La terza Roma. La rivolta del figlio, Milano, Mondadori, 1927
- La terza Roma. Sudore e sangue, Milano Mondadori, 1930
- La fin des aventures. Guerre et paix, Paris, Rieder, 1931
- La terza Roma. Liberazione, Lugano, Nuove Edizioni Capolago, 1936
- Aventure. Bonaparte en Italie. 1796-1797, Paris, Plon, 1936 - Collana Piani n.5, Garzanti, Milano, 1947.
- Reconstruction. Talleyrand à Vienne. 1814-1815, Paris, Plon, 1936
- Nouvelle histoire romaine, Paris, Hachette, 1936
- Pouvoir: les génies invisibles de la cité, New York, Brentano, 1942
  - Potere. A cura di Gina Ferrero Lombroso. Introduzione di Umberto Campagnolo, Milano, Edizioni di Comunità, 1947

### Edizioni recenti e traduzioni italiane
- I simboli. In rapporto alla storia e filosofia del diritto, alla psicologia e alla sociologia, a cura di B. Lauretano, Collana Guglielmo Ferrero, Napoli, Edizioni Scientifiche Italiane, 1995, ISBN 978-88-8114-131-9.
- Avventura. Bonaparte in Italia (1796-1797), traduzione di G. Alessandroni, Collana Storica, Milano, Corbaccio, 1996, ISBN 978-88-7972-229-2.
- La vecchia Italia e la nuova, a cura di Lorella Cedroni, Collana Guglielmo Ferrero, Napoli, Edizioni Scientifiche Italiane, 1997, ISBN 978-88-8114-132-6.
- Ricostruzione. Talleyrand a Vienna (1814-1815), Con una nota introduttiva di Sergio Romano, traduzione di P. Carrara Lombroso, Collana Storica, Milano, Corbaccio, 1999, ISBN 978-88-7972-276-6.
- La democrazia in Italia. Studi e precisioni, Introduzione di Carlo Mongardini, Collana I problemi della democrazia, Soveria Mannelli, Rubbettino, 2000, ISBN 978-88-7284-356-7.
- La vecchia Europa e la nuova. Una rilettura della modernità, a cura di D. Pacelli, Collana Guglielmo Ferrero n.3, Napoli, Edizioni Scientifiche Italiane, 2003, ISBN 978-88-495-0646-4.
- Da Fiume a Roma. 1919-23: Storia di quattro anni. L'invenzione del fascismo, a cura di P. Flecchia, Collana Eretica, Stampa Alternativa, 2003, ISBN 978-88-7226-749-3.
- Potere. I geni invisibili della città, a cura di Luciano Pellicani, Collana I viaggi n.6, Lungro, Marco Editore, 2005, ISBN 978-88-88897-49-3.
- G. Ferrero-Cesare Lombroso, La donna delinquente, la prostituta e la donna normale, Milano, Et al., 2009, ISBN 978-88-6463-005-2.
- Le due rivoluzioni francesi, A cura e con l'introduzione di Alessandro Orsini, Collana Universale n.10, Soveria Mannelli, Rubbettino, 2013, ISBN 978-88-498-3247-1.
- Grandezza e decadenza di Roma, A cura e con saggi introduttivi di Laura Ciglioni e Laura Mecella, Collana Le boe, Roma, Castelvecchi, settembre 2016,  p. 1282, ISBN 978-88-6944-334-3. [edizione integrale con l'aggiunta della prima traduzione italiana delle 4 appendici che Ferrero inserì nell'edizione francese]
- Le due verità, con un saggio di Donatella Pacelli, Aracne, 2017, ISBN 978-88-548-9877-6.
- Declino della civiltà antica, Collana Le boe, Roma, Castelvecchi, 2018, ISBN 978-88-328-2101-7.
- Potere, a cura di Lorenzo Castellani e Giò Fumagalli, Milano, Ibex Edizioni, 2023, ISBN 979-8864475294.